# Unión Deportiva Las Palmas 2014-2015
Questa voce raccoglie le informazioni riguardanti l'Unión Deportiva Las Palmas nelle competizioni ufficiali della stagione 2014-2015.

## Stagione
In novembre l'allenatore Paco Herrera vince il premio Allenatore del mese.. La squadra finisce la Segunda División al 4º posto, ottenendo la promozione dopo i play-off. In Coppa del Re il cammino terminò ai Sedicesimi di finale per mano del Celta Vigo.

## Rosa
| N. |                      | Ruolo | Calciatore          |
| -- | -------------------- | ----- | ------------------- |
| 1  | Spagna (bandiera)    | P     | Raúl Lizoain        |
| 2  | Spagna (bandiera)    | D     | David Simón         |
| 3  | Spagna (bandiera)    | D     | Christian Fernández |
| 4  | Spagna (bandiera)    | C     | Vicente Gómez       |
| 5  | Spagna (bandiera)    | D     | David García        |
| 6  | Spagna (bandiera)    | D     | Ángel López         |
| 7  | Spagna (bandiera)    | C     | Nauzet Alemán       |
| 8  | Spagna (bandiera)    | A     | Benja               |
| 10 | Argentina (bandiera) | A     | Sergio Araujo       |
| 11 | Spagna (bandiera)    | C     | Momo                |
| 12 | Uruguay (bandiera)   | D     | Marcelo Silva       |
| 14 | Spagna (bandiera)    | C     | Hernán Santana      |
| 15 | Spagna (bandiera)    | C     | Roque Mesa          |

| N. |                    | Ruolo | Calciatore          |
| -- | ------------------ | ----- | ------------------- |
| 16 | Spagna (bandiera)  | D     | Aythami Artiles     |
| 17 | Spagna (bandiera)  | C     | Guzmán Casaseca     |
| 18 | Spagna (bandiera)  | C     | Javi Castellano     |
| 19 | Spagna (bandiera)  | C     | Asdrúbal Hernández  |
| 20 | Spagna (bandiera)  | D     | Carlos Gutiérrez    |
| 21 | Spagna (bandiera)  | C     | Juan Carlos Valerón |
| 22 | Spagna (bandiera)  | A     | Héctor Figueroa     |
| 23 | Spagna (bandiera)  | C     | Dani Castellano     |
| 24 | Spagna (bandiera)  | C     | Tana                |
| 25 | Spagna (bandiera)  | C     | Tyronne             |
|    | Spagna (bandiera)  | P     | Javi Varas          |
|    | Israele (bandiera) | C     | Ofir Kriaf          |

## Risultati

### Segunda División

#### Play-off
| Valladolid 10 giugno 2015, ore 20:00 CEST Semifinali - Andata | Real Valladolid | 1 – 1 referto | Las Palmas | Estadio Municipal José Zorrilla (17.000 spett.) |
| \| \| \| \| \| Pérez 23’ \| Marcatori \| 9’ Araujo \|         |                 |               |            |                                                 |
|                                                               |                 |               |            |                                                 |
| Pérez 23’                                                     | Marcatori       | 9’ Araujo     |            |                                                 |

| Las Palmas de Gran Canaria 13 giugno 2015, ore 20:00 CEST Semifinali - Ritorno | Las Palmas | 0 – 0 referto | Real Valladolid | Estadio de Gran Canaria (21.000 spett.) |

| Saragozza 17 giugno 2015, ore CEST Finale - Andata                         | Saragozza | 3 – 1     | Las Palmas | La Romareda |
| \| \| \| \| \| Rico 39’ Pedro 47’ Willian 75’ \| Marcatori \| 19’ Viera \| |           |           |            |             |
|                                                                            |           |           |            |             |
| Rico 39’ Pedro 47’ Willian 75’                                             | Marcatori | 19’ Viera |            |             |

| Las Palmas de Gran Canaria 21 giugno 2015, ore CEST Finale - Ritorno | Las Palmas | 2 – 0 | Saragozza | Estadio de Gran Canaria |
| \| \| \| \| \| Mesa 33’ Araujo 84’ \| Marcatori \| \|                |            |       |           |                         |
|                                                                      |            |       |           |                         |
| Mesa 33’ Araujo 84’                                                  | Marcatori  |       |           |                         |